# 6 d'abril
El 6 d'abril és el noranta-sisè dia de l'any del calendari gregorià i el noranta-setè en els anys de traspàs. Queden 269 dies cap a cap d'any.

## Esdeveniments
Països Catalans
- 1785 - Urgell: el bisbe confirma els privilegis d'Andorra, de la qual és reconegut com a copríncep.
- 1866 - Barcelona: S'estrena al Teatre Odeon Les joies de la Roser, de Frederic Soler, primer exemple de teatre no paròdic en català.[1]
- 1900 - Barcelona: S'estrena La filla del mar, d'Àngel Guimerà, al Teatre Romea de Barcelona.[2]
- 1904: Primer partit d'una selecció catalana.
- 1914 - Catalunya: es constitueix la Mancomunitat, presidida per Enric Prat de la Riba.[3]
- 1936 - Barcelona: S'estrena la sarsuela de Pablo Sorozábal La tabernera del puerto, al Teatre Tívoli.[4]
- 1976 - València: Presentació del Congrés de Cultura Catalana.
- 1983 - Catalunya: el Parlament aprova per unanimitat la primera Llei de Normalització Lingüística.[5]

Resta del món
- 46 aC - Tapsos (a l'actual Tunísia): té lloc la batalla de Tapsos.[6]
- 402 - Pol·lència, l'actual Pollenzo, a prop d'Asti, Itàlia: té lloc la batalla de Pol·lència, entre els romans (dirigits per Estilicó) i els visigots (dirigits per Alaric I). Victòria romana.
- 1250 - Fariskur, Sultanat d'Egipte: Batalla de Fariskur; desfeta definitiva dels cristians, comandats per Lluís IX de França, durant la Setena Croada.[7]
- 1320 - Arbroath, Escòcia: Signatura de la declaració d'Arbroath, escrita en llatí durant el regnat de Robert Bruce, on es confirmava la sobirania d'Escòcia.[8]
- 1814 - França: és coronat Lluís XVIII de França com a Rei de França.[9]
- 1830 - Nova York, EUA: Joseph Smith funda l'Església de Jesucrist dels Sants dels Darrers Dies o també coneguda com a Església Mormona.[10]
- 1896 - Atenes, Grècia - S'inicien els Jocs Olímpics d'Estiu de 1896, primers Jocs Olímpics de l'Era Moderna.[11]
- 1909 - Pol Nord: Robert Edwin Peary arriba el pol Nord. És considerada la primera persona a arribar-hi, però aquest fet és controvertit.
- 1917 - Estats Units declaren la guerra a Alemanya (Primera Guerra Mundial).[12]
- 1930:
  - Unió Soviètica: Es crea l'Orde de Lenin, segona condecoració nacional en ordre d'importància de la Unió Soviètic l'Orde de l'Estrella Roja.[13]
  - Marxa de la sal, la manifestació empresa per Mohandas Gandhi el 12 de març de 1930 per a la independència de l'Índia respecte a l'Imperi Britànic. Després d'un recorregut a peu de 300 quilòmetres va arribar a la costa de l'Oceà Ìndic.[14]
- 1939: Benito Mussolini envaeix Albània.
- 1943 - Nova York: l'editorial Reynal & Hitchcock publica per primer cop El Petit Príncep, en dues edicions simultànies, en francès i en anglès. L'autor no va poder-lo publicar a França per l'ocupació nazi del país.
- 1994 - A prop de l'aeroport de Kigali, Ruanda: Comença el genocidi de Ruanda, després de l'impacte d'un míssil que va impactar un avió on viatjaven el president de Ruanda i el de Burundi.[15]
- 2009 - L'Aquila, Itàlia: Un terratrèmol de magnitud 6,3 a la regió central d'Itàlia d'Abruços, causa 294 morts i més de 1.000 ferits.[16]
- 2022 - Ouagadougou, Burkina Faso: L'expresident del país, Blaise Compaoré, és condemnat a cadena perpètua per l'assassinat de Thomas Sankara arran del cop d'estat de 1987.[17]

## Naixements
Països Catalans
- 1745 - Aldover, bisbat de Tortosa: Joaquim Pla, jesuïta i reputat lingüista (m. 1817).[18]
- 1902 - Barcelona: Assumpta Bastida i Pibernat, fou una modista catalana de la Cooperativa d'Alta Costura (m. 1995).[19]
- 1928 - Barcelona: Genoveva –Eva– Forest i Tarrat, escriptora, editora i militant comunista; fou senadora (m. 2007).[20]
- 1945 - 
  - Terrassa, Vallès Occidental: Montserrat Alavedra i Comas, soprano catalana (m. 1991).[21]
  - Avinyó, Provença: Muriel Casals i Couturier, economista i política catalana (m. 2016).[22]
- 1949.
  - Barcelona: Núria de Gispert i Català, política i advocada catalana, ha estat presidenta del Parlament de Catalunya.[23]
  - Vic: Jaume Medina i Casanovas, filòleg, llatinista, escriptor, traductor i poeta català (m. 2023).
- 1951 - Barcelona: Guillermina Coll, ballarina catalana, que fou directora artística del Conservatori Superior de Dansa.[24]
- 1958 - Barcelona: Alicia Coduras Martínez, economista, compositora i directora d'orquestra catalana.[25]
- 1959 - Sant Cugat del Vallès, Vallès Occidental: Emma Vilarasau Tomàs, actriu catalana.[26]
- 1962 - Sant Vicenç de Torelló, Osona: Palmira Arcarons i Oferil, política catalana, ha estat diputada al Parlament de Catalunya.[27]
- 1964 - Castelló de la Plana, Plana Alta: Alberto Fabra Part, polític valencià; ha estat alcalde de Castelló i president de la Generalitat Valenciana.
- 1969 - 
  - Sant Feliu de Guíxols, Baix Empordà: Andreu Veà i Baró, pioner, historiador, biògraf d'Internet, i emprenedor en telecomunicacions.
  - Barcelona: Patricia Riveras Tobia, escultora.
- 1971 - Girona: Anna Caula Paretas, entrenadora esportiva i política catalana, ha estat diputada al Parlament de Catalunya.[28]
- 1982
  - Castelló de la Plana: Miguel Ángel Silvestre, actor valencià.
  - Ulldecona, Montsià: Adam Raga i Sans, pilot català de trial.
- 1986 - Palafrugell: Clara Peya Rigolfas, pianista, compositora i intèrpret catalana, Premi Nacional de Cultura 2019.

Resta del món
- 1483 - Urbino, actual Itàlia: Raffaello Sanzio, o simplement Rafael, pintor i arquitecte italià de l'alt renaixement (m. 1520).[29]
- 1741 - Clarmont d'Alvèrnia, França: Nicolas Chamfort, escriptor i moralista francès (m. 1794).[30]
- 1773 - Northwater Bridge, Angus, Escòcia: James Mill, filòsof escocès. Va crear els principis de l'utilitarisme i del principi d'utilitat amb Jeremy Bentham. Pare de John Stuart Mill (m. 1836).[31]
- 1807 - Varsòvia: Ludwika Chopin, música i escriptora polonesa, germana de Frédéric Chopin i curadora de la seva obra.[32]
- 1812 - Moscou, Imperi Rus: Aleksandr Hertsen, demòcrata revolucionari rus.
- 1820 - París, França: Gaspard-Félix Tournachon, fotògraf, periodista, il·lustrador i caricaturista francès.
- 1867 - Danville, Quebec, Canadà: Kate Campbell Hurd-Mead, feminista pionera i metgessa especialista en obstetrícia que va promoure el rol de les dones en la medicina (m. 1941).[33]
- 1884 - Toronto, Canadà: Walter Huston, actor estatunidenc.
- 1902 - Czechowice-Dziedzice, Àustriaː Margaret Michaelis, fotògrafa austríaca que va viure a Barcelona els anys 1933-1937 (m. 1985).[34]
- 1906 - Baltimore, Maryland: Virginia Hall, espia nord-americana durant la Segona Guerra Mundial (m. 1982).[35]
- 1911 - Múnic, Alemanya: Feodor Lynen, bioquímic alemany, Premi Nobel de Medicina o Fisiologia de l'any 1964 (m. 1979).[36]
- 1914 - Montevideo, Uruguai: Washington Beltrán Mullin, President de l'Uruguai.
- 1917 - Lancashire, Anglaterra: Leonora Carrington, pintora, escultora, escriptora, dramaturga i escenògrafa surrealista (m. 2011).[37]
- 1920 - Xangai, Xina: Edmond Henri Fischer, bioquímic nord-americà d'origen suís, Premi Nobel de Medicina o Fisiologia de l'any 1992.[38]
- 1926 - Armagh, Irlanda del Nord: Ian Paisley, segon primer ministre d'Irlanda del Nord i Cap del Partit Unionista Democràtic (m. 2014).[14]
- 1928 - Chicago, Illinois, Estats Units: James Watson, co-descobridor de l'estructura de l'ADN en forma de doble hèlix. Premi Nobel de Medicina o Fisiologia l'any 1962.[39]
- 1929:
  - Berlín, República de Weimar: André Previn, director d'orquestra estatunidenc d'origen alemany.[40]
  - Tomsk, Sibèria: Iedisson Denísov, compositor rus (m. 1996).[40]
- 1946 - Veracruz, Mèxic: Rosario Andrade, soprano mexicana.
- 1949 - Frankfurt, Hessen (Alemanya): Horst Ludwig Störmer, físic alemany, Premi Nobel de Física de l'any 1998.[41]
- 1950 - Valladolid, Espanya: Jorge Fernández Díaz, polític català, Ministre de l'Interior d'Espanya.
- 1951 - Majuro: Hilda Heine, política marshallesa; ha estat Ministra d'Educació i presidenta de les Illes Marshall.[42]
- 1956 - Waterloo, Iowa: Michele Bachmann, política nord-americana, ha estat aspirant a candidata presidencial pel Partit Republicà[43]
- 1960 - Béziers: Élisabeth Daynès, escultora francesa especialitzada en reconstruccions antropològiques.
- 1963 - Guayaquil (Equador): Rafael Correa, President de l'Equador.
- 1965 - Boston, Massachusetts, Estats Units: Black Francis, músic estatunidenc membre del grup Pixies entre d'altres.
- 1980 - Krasnodar: Margarita Simonian, periodista russa.

## Necrològiques
Països Catalans
- 1653 - Vic, Osona: Joan Lluís de Montcada, doctor en dret canònic i dret civil, degà i canonge de la Catedral de Vic (n. 1585).[44]
- 1809 - El Timbaler del Bruc.
- 1976 - Auritz, Navarra: Oriol Solé Sugranyes, activista revolucionari català (n. 1948).
- 2013 - Riera de Gaià, Tarragonès: Bigas Luna, director i guionista cinematogràfic català (n. 1946).[45]
- 2013 - Barcelona: Miquel Poblet i Orriols, ciclista català (n. 1928).[46]
- 2020 - Barcelona: Josep Maria Benet i Jornet, dramaturg i guionista català (n. 1940).[47]
- 2021
  - Sant Cugat del Vallès: Arcadi Oliveres, economista i activista català (n. 1945).
  - Perpinyà: Eliana Thibaut i Comalada, escriptora i gastrònoma (n. 1928).[48]
- 2022 - Sant Cugat del Vallès: Domènec Romera i Alcázar, empresari i polític català (n. 1936).
- 2023 - Madrid: Josep Piqué i Camps, polític, economista i professor universitari català (n. 1955).

Resta del món
- 1199 - Chasluç, Ducat d'Aquitània: Ricard I d'Anglaterra, mort durant el setge del castell de Chasluç-Chabròl.[49]
- 1252 - Camí de Como a Milà: Pere Màrtir, frare dominic i inquisidor. És venerat com a sant per l'Església catòlica (n. 1205).
- 1348 - Avinyó (Valclusa): Laura de Noves, dama provençal; és possible que fos el gran amor de Petrarca, inspiradora de la seva poesia.[50]
- 1520 - Urbino, actual Itàlia: Raffaello Sanzio, o simplement Rafael, pintor i arquitecte italià de l'alt renaixement.(n. 1483)[29]
- 1528 - Nuremberg, actual Alemanya: Albrecht Dürer, l'artista més famós del Renaixement alemany, especialitzat en pintura, gravat i dibuix (n. 1471).[51]
- 1670 - Roma: Leonora Baroni, cantant, intèrpret i compositora de tiorba, llaüt i viola de gamba (n. 1611).[52]
- 1698 - París: Catherine de Bar, noble francesa, monja, fundadora de les Benedictines de l'Adoració Perpètua del Santíssim Sagrament (n. 1614).
- 1923 - Washington, D.C.: Alice Cunningham Fletcher, antropòloga que estudià i documentà la cultura dels amerindis dels EUA (n. 1838).[53]
- 1949 - South Hadley, Massachusetts: Rachel Bespaloff, escriptora i filòsofa, nacionalitzada americana, de llengua francesa (n. 1895).[54]
- 1951: Robert Broom, metge i paleontòleg sud-africà.
- 1961 - Brussel·les, Bèlgica: Jules Bordet, immunòleg belga, Premi Nobel de Medicina o Fisiologia per la seva recerca al voltant de la immunologia l'any 1919.
- 1971 - Nova York, Estats Units: Ígor Stravinski, compositor rus (n. 1882).[55]
- 1972 - Bonn, República Federal Alemanya: Heinrich Lübke, President de la República Federal Alemanya (n. 1894).[56]
- 1976 - Burguete, Navarra - Oriol Solé Sugranyes, activista revolucionari català mort per un tret de la Guàrdia Civil espanyola quan intentava arribar a la frontera després de participar en l'anomenada Fuga de Segòvia.
- 1986 - Santiago de Xile, Xile: Raimundo Orsi, futbolista argentí nacionalitzat italià.
- 1992 - Nova York, Estats Units: Isaac Asimov, científic i escriptor estatunidenc d'origen soviètic (n. 1920).[57]
- 1994 - A prop de l'aeroport de Kigali, Ruanda:[58]
  - Juvénal Habyarimana, president de Ruanda.
  - Cyprien Ntaryamira, president de Burundi.

- 1995 - Madrid: Pilar de Madariaga Rojo, pionera en el camp de la química (n. 1903).[59]
- 1996 - Dallas, Texas, Estats Units: Greer Garson, actriu estatunidenca.
- 2000 - Tunis, Tunísia: Habib Burguiba, primer President de Tunísia (n. 1903).[60]
- 2005 - Montcarles, Mònaco: Rainier III de Mònaco, príncep de Mònaco (n. 1923).[61]
- 2014 - Los Angeles, Estats Units: Mickey Rooney, actor director, productor, guionista i compositor (n. 1920).[62]
- 2020 - Madrid, Espanya: Radomir Antić, futbolista i entrenador de futbol (n. 1948).[63]
- 2022: Pilar Sanjurjo, primera meteoròloga a la història de la televisió espanyola.[64]

## Festes i commemoracions
- Onomàstica: Sants Celestí I, papa; Pere Màrtir, dominic; Marcel·lí de Cartago, bisbe; Eutiqui de Constantinoble, bisbe (a l'Església Ortodoxa); Guillem d'Eskil, abat; Prudenci de Troyes, bisbe; Urbà de Peñalba, abat; Filàret de Seminara, monjo; beat Notker Balbulus, monjo; beat Michele Rua, salesià; beata Caterina Moriggi, fundadora de l'Orde de les Eremites Ambrosianes; serventa de Déu Catherine de Bar, fundadora de les Benedictines de l'Adoració Perpètua del Santíssim Sagrament.